# Nassarius consensus
Nassarius consensus is een slakkensoort uit de familie van de Nassariidae. De wetenschappelijke naam van de soort is voor het eerst geldig gepubliceerd in 1861 door Ravenel.